# Siverskonovhorodský rajón
Siverskonovhorodský rajón (ukrajinsky Новгород-Сіверський район) je rajón v Černihivské oblasti na Ukrajině. Hlavním městem je Novhorod-Siverskyj a rajón má přibližně 66 tisíc obyvatel.

## Města v rajónu
- Novhorod-Siverskyj
- Semenivka